# Cryptoplax iredalei
Cryptoplax iredalei is een keverslakkensoort uit de familie van de Cryptoplacidae. De wetenschappelijke naam van de soort is voor het eerst geldig gepubliceerd in 1923 door Ashby.